# Лудвиг фон Бранденбург
Лудвиг фон Бранденбург (на немски: Ludwig von Brandenburg; * 8 юли 1666, Клеве; † 7 април 1687, Потсдам) е принц и маркграф на Бранденбург.

## Живот
Той е третият останал жив син на курфюрст Фридрих Вилхелм фон Бранденбург (1620 – 1688) и първата му съпруга Луиза Хенриета Оранска (1627 – 1667), дъщеря на принц Фридрих Хайнрих Орански, граф на Насау. По-големите му братя са Карл Емил и Фридрих, първият крал на Прусия.
Лудвиг Лудвиг се жени на 7 януари 1681 г. в Кьонигсберг за принцеса Лудвика Каролина Шарлота Радзивил (* 27 февруари 1667, † 25 март 1695), единствената дъщеря и наследничка на пруския княз-щатхалтер Богуслав Радзивил. Нейната зестра са господствата Таураге и Сейрияй в Полша. След женитбата му Лудвиг остава дълго време в нидерландския университетски град Утрехт. Бракът е бездетен.
На 7 април 1687 г. Лудвиг умира внезапно на сутринта след дворцов бал в дворец Потсдам вероятно от отрова. Една племенница на курфюрстинята Доротея София е заподозряна, че е отровила Лудвиг с „голям портокал“. Лудвиг е погребан в гробницата на Хоенцолерните в Берлинската катедрала.
Вдовицата му се омъжва втори път през 1688 г. за курфюрст Карл III Филип фон Пфалц.